# Дискографија групе Opeth
Дискографија шведског прогресивног метал бенда Opeth-а састоји се из тринаест студијских албума, четири албума уживо, три видео-албума и седамнаест синглова.
Opeth је 1990. основао певач Дејвид Изберг. Касније је у бенд позвао басисту Микаела Окерфелта без претходног договора с осталим члановима, због чега су га напустили, а у њему су остали само Изберг и Окерфелт. Убрзо је и Изберг отишао, а Екерфелт је одлучио да остане и настави рад. Ступио је у контакт с гитаристом Питером Линдгреном, басистом Јоханом Де Фарфалом и бубњаром Андерсом Нордином. Та постава је снимила демо и потписала уговор с Candlelight Records-ом. Opeth је 1995. објавио први студијски алум, Orchid, а после измена у постави 1996. и 1998. објавио је Morningrise и My Arms, Your Hearse.
Окерфелт и Линдгрен, два преостала члана групе, затражили су бубњара Мартина Лопеза и басисту Мартина Мендеза да им се придруже и обојица су пристала. Објавили су концептуални албум Still Life 1999. године. Стивен Вилсон с Opeth-ом је у студију радио на петом албуму, Blackwater Park-у, на којем је био продуцент, пратећи вокал и додатни музичар. Састав је подржао албум првом светском турнејом. Пошто је промовисао албум, Opeth је отишао у студио како би снимио два албума. Први албум, , објављен 2002, нашао се на 19. месту топ-листе Top Heatseekers у Сједињеним Америчким Државама. Други албум, , објављен је годину дана касниеј, а достигао је 192. место листе . Пер Виберг се придружио групи као клавијатуриста и заједно су снимили албум Ghost Reveries, који је досегао 64. место листе . Лопез и Линдгрен потом су заједно напустили Opeth, а заменили су их Мартин Аксенрот и Фредрик Екесон Фредрик Окесон. Бенд је 2008. објавио десети студијски албум, Watershed, који је стигао до 23. места топ-листе Billboard 200 и до врха финске листе албума. Десети студијски албум, , објављен 2011, заузео је 19. место листе Billboard 200, 2. место листе US Hard Rock Albums и 6. место листе Rock Albums, због чега је до данас албум састава који се појавио на највишим местима листа. Достигао је и 22. место на листи UK Albums.
Године 2011, Јоаким Свалберг је постао нови клавијатуриста групе. Једанаести студијски албум, , објављен 2014, појавио се на високим местима листа широм света, на првом месту у Финској, а ушао је у топ пет у неколико осталих држава. Дванаести студијски алвум, Sorceress, објављен 2016, заузео је прво место листе у Немачкој, а ушао је у топ 10 у неколико осталих држава. Последњи албум бенда, In Cauda Venenum, објављен је у септембру 2019.

## Студијски албуми
| Име                                                                                | Појединости                                                                       | Позиције | Позиције | Позиције | Позиције | Позиције | Позиције | Позиције | Позиције | Позиције | Позиције | Позиције | Бр. прод. примерака      |
| Име                                                                                | Појединости                                                                       | ШВЕ      | АУС      | ФИН      | ФРА      | НЕМ      | ЈАП      | ХОЛ      | НОР      | ШВА      | УК       | САД      | Бр. прод. примерака      |
| ---------------------------------------------------------------------------------- | --------------------------------------------------------------------------------- | -------- | -------- | -------- | -------- | -------- | -------- | -------- | -------- | -------- | -------- | -------- | ------------------------ |
| Orchid                                                                             | - Датум издавања: 15. мај 1995. - Дискографска кућа: Candlelight/Century Black    | —        | —        | —        | —        | —        | —        | —        | —        | —        | —        | —        |                          |
| Morningrise                                                                        | - Датум издавања: 24. јул 1996. - Дискографска кућа: Candlelight/Century Black    | —        | —        | —        | —        | —        | —        | —        | —        | —        | —        | —        |                          |
| My Arms, Your Hearse                                                               | - Датум издавања: 18. август 1998. - Дискографска кућа: Candlelight/Century Black | —        | —        | —        | —        | —        | —        | —        | —        | —        | —        | —        |                          |
| Still Life                                                                         | - Датум издавања: 19. октобар 1999. - Дискографска кућа: Peaceville               | —        | —        | —        | —        | —        | —        | —        | —        | —        | —        | —        |                          |
| Blackwater Park                                                                    | - Датум издавања: 27. фебруар 2001. - Дискографска кућа: Music for Nations/Koch   | —        | —        | —        | —        | —        | —        | —        | —        | —        | —        | —        | - САД: 93.000+ (до 2008) |
| Deliverance                                                                        | - Датум издавања: 12. новембар 2002. - Дискографска кућа: Music for Nations/Koch  | —        | —        | —        | —        | —        | —        | —        | —        | —        | —        | —        |                          |
| Damnation                                                                          | - Датум издавања: 22. април 2003. - Дискографска кућа: Music for Nations/Koch     | —        | 54       | 37       | 112      | —        | —        | 97       | —        | —        | 181      | 192      | - САД: 72.000+ (до 2008) |
| Ghost Reveries                                                                     | - Датум издавања: 30. август 2005. - Дискографска кућа: Roadrunner                | 9        | 35       | 10       | 72       | 39       | 263      | 38       | 21       | —        | 62       | 64       | - САД: 94.000+ (до 2008) |
| Watershed                                                                          | - Датум издавања: 3. јун 2008. - Дискографска кућа: Roadrunner                    | 7        | 7        | 1        | 47       | 23       | 52       | 14       | 7        | 24       | 34       | 23       | - САД: 19.000+ (до 2008) |
| Heritage                                                                           | - Датум издавања: 20. септембар 2011. - Дискографска кућа: Roadrunner             | 4        | 12       | 2        | 24       | 9        | 55       | 10       | 8        | 13       | 22       | 19       |                          |
| Pale Communion                                                                     | - Датум издавања: 26. август 2014. - Дискографска кућа: Roadrunner                | 3        | 17       | 1        | 45       | 3        | 48       | 23       | 5        | 24       | 14       | 19       |                          |
| Sorceress                                                                          | - Датум издавања: 30. септембар 2016. - Дискографска кућа: Nuclear Blast          | 7        | 7        | 3        | 29       | 1        | 69       | 11       | 8        | 6        | 11       | 24       |                          |
| In Cauda Venenum                                                                   | - Датум издавања: 27. септембар 2019. - Дискографска кућа: Nuclear Blast          | 12       | 20       | 2        | —        | 5        | 97       | 16       | 9        | 10       | 13       | 59       |                          |
| The Last Will and Testament                                                        | - Датум издавања: 22. новембар 2024.                                              |          |          |          |          |          |          |          |          |          |          |          |                          |
| „—” означава да се аудио-запис није пласирао на листу или није издат у тој регији. |                                                                                   |          |          |          |          |          |          |          |          |          |          |          |                          |

## Албуми уживо
| Lamentations: Live at Shepherd's Bush Empire 2003                                  | - Датум издавања: 23. новембар 2003. - Дискографска кућа: Koch         | —  | —  | —   | —   |               |
| The Roundhouse Tapes                                                               | - Датум издавања: 5. новембар 2007. - Дискографска кућа: Peaceville    | —  | —  | 176 | 159 | - САД: 2.000+ |
| In Live Concert at the Royal Albert Hall                                           | - Датум издавања: 20. септембар 2010. - Дискографска кућа: Roadrunner  | 60 | 36 | —   | —   |               |
| Garden of the Titans: Live at Red Rocks Amphitheater                               | - Датум издавања: 2. новембар 2018. - Дискографска кућа: Nuclear Blast | —  | —  | —   | —   |               |
| „—” означава да се аудио-запис није пласирао на листу или није издат у тој регији. |                                                                        |    |    |     |     |               |

## Видео-албуми
| Lamentations                                                                       | - Датум издавања: 23. новембар 2003. - Дискографска кућа: Koch         | 14 | — | — | —   | — | - КАН: 10.000+ | КАН: платинасти |
| The Roundhouse Tapes                                                               | - Датум издавања: 10. новембар 2008. - Дискографска кућа: Peaceville   | 4  | 1 | — | 159 | — |                |                 |
| In Live Concert at the Royal Albert Hall]                                          | - Датум издавања: 20. септембар 2010. - Дискографска кућа: Roadrunner  | —  | — | 6 | —   | 4 | - САД: 3.200+  |                 |
| Garden of the Titans: Live at Red Rocks Amphitheater                               | - Датум издавања: 2. новембар 2018. - Дискографска кућа: Nuclear Blast | —  | — | — | 107 | — |                |                 |
| „—” означава да се аудио-запис није пласирао на листу или није издат у тој регији. |                                                                        |    |   |   |     |   |                |                 |

## Компилацијски албуми
| Deliverance & Damnation Remixed                                                    | - Датум издавања: 30. октобар 2015. - Дискографска кућа: Music for Nations | 166 |
| „—” означава да се аудио-запис није пласирао на листу или није издат у тој регији. |                                                                            |     |

## Бокс сетови
| Име                          | Појединости                                                        | Садржај                                                    |
| ---------------------------- | ------------------------------------------------------------------ | ---------------------------------------------------------- |
| Collecter's Edition Slipcase | - Датум издавања: 17. октобар 2006. - Дискографска кућа: Koch      | - Blackwater Park - Deliverance - Damnation - Lamentations |
| The Candlelight Years        | - Датум издавања: 26. јун 2008. - Дискографска кућа: Candlelight   | - Orchid - Morningrise - My Arms, Your Hearse              |
| The Wooden Box               | - Датум издавања: 26. фебруар 2009. - Дискографска кућа: Viva Hate | - Orchid - Morningrise - My Arms, Your Hearse              |

## Синглови
| Година | Песма                                      | Албум                |
| ------ | ------------------------------------------ | -------------------- |
| 2001.  | The Drapery Falls                          | Blackwater Park      |
| 2002.  | Deliverance                                | Deliverance          |
| 2002.  | Still Day Beneath the Sun                  | —                    |
| 2003.  | Windowpane                                 | Damnation            |
| 2003.  | In My Time of Need                         | Damnation            |
| 2004.  | Master's Apprentices                       | Lamentations         |
| 2005.  | The Grand Conjuration                      | Ghost Reveries       |
| 2006.  | Ghost of Perdition                         | Ghost Reveries       |
| 2006.  | Soldier of Fortune                         | Ghost Reveries       |
| 2008.  | Porcelain Heart                            | Watershed            |
| 2008.  | Mellotron Heart                            | Watershed            |
| 2008.  | Burden                                     | Watershed            |
| 2011.  | The Throat of Winter                       | —                    |
| 2011.  | The Devil's Orchard                        | Heritage             |
| 2011.  | Slither                                    | Heritage             |
| 2014.  | Cusp of Eternity                           | Pale Communion       |
| 2016.  | Sorceress                                  | Sorceress            |
| 2016.  | Will O the Wisp                            | Sorceress            |
| 2016.  | The Wilde Flowers                          | Sorceress            |
| 2016.  | Era                                        | Sorceress            |
| 2019.  | Hjärtat vet vad handen gör / Heart in Hand | In Cauda Venenum     |
| 2019.  | Svekets prins / Dignity                    | In Cauda Venenum     |
| 2019.  | Cirkelns riktning                          | Decibel Flexi Series |

## Спотови
| Година | Песма                                    | Режисер          |
| ------ | ---------------------------------------- | ---------------- |
| 2001.  | Harvest                                  | Фредрик Одефјерд |
| 2003.  | Windowpane                               | Фредрик Одефјерд |
| 2005.  | The Grand Conjuration                    | Бил Јукић        |
| 2008.  | Porcelain Heart                          | Ласе Хојл        |
| 2008.  | Burden                                   | Ласе Хојл        |
| 2011.  | The Devil's Orchard                      | Фил Мучи         |
| 2017.  | Era                                      | Маркус Хофко     |
| 2019.  | Universal Truth / Ingen Sanning Är Allas | Џес Коуп         |